# Stazione di Borgo Ticino
Stazione di Borgo Ticino vasútállomás Olaszországban, Borgo Ticino településen.

## Vasútvonalak
Az állomást az alábbi vasútvonalak érintik:
- Arona–Novara-vasútvonal

## Kapcsolódó állomások
A vasútállomáshoz az alábbi állomások vannak a legközelebb:
- Stazione di Varallo Pombia
- Stazione di Dormelletto Paese